# Вертеброневрологія
Вертеброневрологія — гілка неврології, яка об'єднала в собі патологію хребта і супутні неврологічні прояви. 
Область інтересу вертеброневрології — нехірургічне лікування болю в ділянці хребта, супутніх неврологічних (корінцеві, рефлекторні), деяких судинних розладів (симптом хребетної артерії, судинні кохлео-вестибулярні порушення та ін.) і вісцелярних (наприклад, вертеброкардіальний синдром) дисфункцій. Починаючи з 30-х років ХХ століття було накопичено багато клінічних і морфологічних даних, що підтверджують зв'язок патології хребта з певною неврологічною симптоматикою.

## Історія вертеброневрології в Україні
Термін «Вертеброневрологія» був введений неврологом Я. Ю. Попелянським.[джерело?]
Вертеброневрологія в Україні тісно пов’язана з рентгенологом професором А. Є.Рубашовою  (1897—1967). На той час було два напрямки вивчення причин вертероневрологічної патології – рентген і паталогоанатомічний ростин. Професор А. Є.Рубашова  в 1935 р. надрукувала одне з перших повідомлень стосовно старіння хребта (цит. по Динабург [5], с.355). В 1960 році співробітники Українського Інституту невропатології (Київ) А. Д. Дінабург і А. Є. Рубашова (1960) видають першу в Радянському Союзі монографію на тему «Міжхребцеві диски». В 1967 р. вийшла фундаментальна монографія Динабург А.Д і Рубашової А. Є. зі співавт. «Захворювання нервової системи при дегенеративних процесах хребта», в якій дала найбільш містке уявлення про причини вертеброневрологічної патологі. В ній автори в якості причин вертеброневрологічних розладів розглядають не тільки остеохондроз, але й дуже важливі з точки зору вертеброневрології вроджені аномалії хребта, краніовертебрального переходу, спинальні стенози, вроджені й набуті деформації хребта.
У 1978 році в Києві при Київському Медичному інституті ім. О.О.Богомольця (нині Український Національний медичний університет) була заснована перша в СРСР науково-дослідна лабораторія проблем остеохондрозу хребта. Її засновник - видатний нейрохірург Віталій Вікторович Сувак. 
У 1995 створена перша в Україні офіційна (при ГУОЗ м. Києва) клініка вертеброневрології, яка була клінічною базою Кафедри неврології та реабілітаційної медицини Національного медичного університету.

### Криза у вертеброневрології
Першим про кризу повідомив в Росії В. П. Веселовський (1993) [7]. Пізніше подробиці кризи в вертеброневрології описали А. А. Лієв (2009) і Т. З. Ахмадов (2011). Суть кризи зводилася до невизначеності в розумінні, які саме морфологічні зміни в хребті викликають вторинні неврологічні розлади. «Півстоліття остеохондрозу» — зробив висновок автор терміна «вертеброневрологія» Я. Ю. Попелянський на початку 2000-х років в одному зі своїх останніх виступів в Сіетлі (США), визначаючи значення «вертеброгенний» стосовно вторинних неврологічних розладів. Разом с тим, «остеохондроз» (природний інволютивний процес), не мав змоги пояснити появу вертеброневрологічної патології. Хірургічне видалення грижі диска далеко не завжди виліковує пацієнта. Тому грижі теж не пояснювали широкий спектр вертеброневрологічних розладів. При цьому, одним з найбільш ефективних методів у вертеброневрології була і залишається мануальна терапія. Саме вона могла дати відповідь на питання, що означає поняття «вертеброгенний» (пов'язаний з хребтом). Але її механізм дії також був не з'ясований.

## Вирішення системної проблеми у вертеброневрології
Задового до виникнення кризи в вертеброневрології в Росії, головні «кризові» питання стосовно того, які зміни в хребті викликають вторинні неврологічні розлади були вирішені в Україні у 80-х роках минулого століття.
В 1978 році, одночасно зі Всеросійським центром Вертеброневрології, в Україні була створена перша в СРСР науково-дослідна лабораторія проблем остеохондрозу хребта. Лабораторія була підрозділом Науково-дослідного лабораторного центру Українського Національного медичного університету ім. А. А. Богомольця (у той час Київський медичний інститут). Засновник лабораторії — доктор нейрохірург Сувак Віталій Вікторович (1951—1992). Один з небагатьох на той час лікарів, який досконало володів мануальною терапією.[джерело?]
В завдання лабораторії входило вивчення вертеброгенної неврологічної патології. Лабораторія мала достатній лікувально-діагностичний і науковий потенціал, була укомплектована найсучаснішим на той час діагностичним і електрофізіологічним обладнанням, комп'ютерною технікою, яка відчутно допомагала в обробці великих масивів даних. Паралельно спільно з Київським інститутом кібернетики ім. В. М. Глушкова відпрацьовувалися інформаційні напрями в області ветеброневрології. Важливим було те, що за лабораторією стояла потужна база Університетського Науково-дослідного лабораторного центру (з 2014 - Науково-дослідний інститут експериментальної та клінічної медицини).
Незважаючи на присутність в назві лабораторії модного на той час терміна «остеохондроз», співробітники мали дещо іншу мотивацію. У перелік пріоритетних завдань Лабораторії входило вивчення морфологічного субстрату «вертеброгенний». А саме, які конкретно зміни в хребті викликають вторинні неврологічні і судинні розлади. Також стояло питання, чому ефективна мануальна терапія? Ці завдання були успішно вирішені в 80-х роках минулого століття з подальшими публікаціями ключових результатів.
Спочатку в 1978 році В. В. Суваком була сформульована робоча версія про біомеханічну природу вертеброневрологічних розладів[ненейтрально].

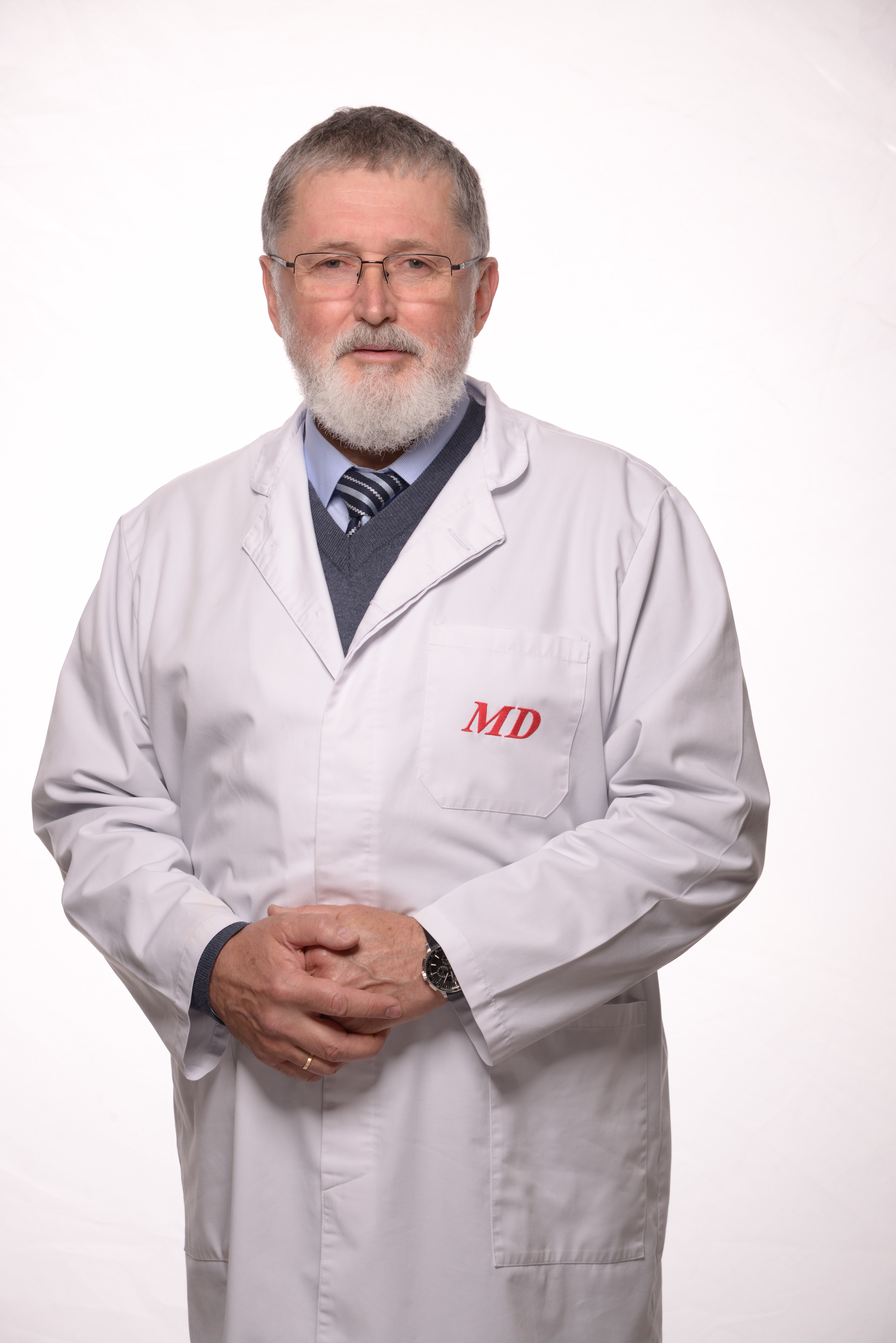
В.В.Гонгальський Дослідив механізми вертебронерологічної патології

Біомеханічна природа вертеброневролгічних розладів була підтверджена клініко-експериментальними дослідженнями науковим проведеними співробітником лабораторії В. В. Гонгальським. Були детально описані принципи порушення біомеханіки сегментів хребта на прикладі грудного відділу. Виявлені за допомогою рентгенографії біомеханічні зміни були змодельовані в експерименті на лабораторних тваринах . Це дозволило детально вивчити природу і патогенез вертеброневрологічної патології. Були досліджені закономірності функціонального блокування рухових сегментів хребта і описані механізми виникнення вторинних неврологічних розладів.

## Мануальна терапія і вертеброневрологія
«Мануальна терапія — це всього лише метод. Як скальпель в руках хірурга».
Мануальна терапія, як і хіропрактика — це метод, найчастіше використовуваний у вентеброневрології. Згідно з дослідженнями проведеними Лабораторією остеохондрозу хребта[джерело?] суть мануальної терапії полягає у відновленні топографії і фізіологічної рухливості хребтового сегменту. Техніка мануальної терапії буває більш агресивна, яка напряму розблоковує сегмент хребта. І менш агресивна, м'яка техніки, за типом остеопатії, мобілізації, постізометричної релаксації тощо. М'які мануальні техніки розблоковують сегмент хребта шляхом усунення функціональної м'язової контрактури навколохребетних м'язів. Такі процедури поліпшують рухливість в сегменті хребта, звільняючи защемлений виріст синовіальної оболонки. При цьому мануальна терапія не має ніякого відношення до прямого «вправлення міжхребцевих дисків». Хоча, завдяки використанню певного набору лікувальних вертеброневрологічних (нехірургічних) заходів можливо суттєво зменшити грижу диска.